# Steve Della Casa
Steve Della Casa, all'anagrafe Stefano Della Casa (Torino, 25 maggio 1953), è un critico cinematografico e direttore artistico italiano.

## Biografia
Figlio del docente universitario di sanscrito Carlo Della Casa, si è laureato nel 1977 all'Università di Torino con una tesi sul western americano degli anni Cinquanta. Il 7 dicembre 1974 ha aperto insieme ad altri studenti universitari il cineclub Movie Club, che, nei suoi dieci anni di vita è divenuto il più importante cineclub italiano (il Movie Club ha chiuso i battenti il 21 dicembre 1984). L'esperienza dell'attività critica unita a quella di organizzatore culturale si è rivelata decisiva per il futuro della sua carriera. Infatti l'attività di cineclubbista sfocia poi in quella di direttore di festival, a partire dal Torino Film Festival nel quale lavora fin dalla prima edizione nel 1982 per poi diventarne direttore unico nel 1999. Nel 2022 viene chiamato nuovamente a dirigere il Torino Film Festival, dopo che nel 2002 aveva lasciato tale incarico
In seguito sarà direttore del festival di televisione Roma Fiction Fest e di altre manifestazioni a Terni, Gavi e Tuscania. Collaborerà inoltre con la Mostra del Cinema di Venezia, con il festival di Locarno, quello di San Sebastian e quello di Taormina. A questa attività si affianca quella di saggista, con libri che hanno soprattutto interesse divulgativo, e quella di conduttore e autore radiofonico e televisivo. Dal 2014 è direttore artistico del Busto Arsizio Film Festival e dal 2017 della Rassegna "Grande Cinema Italiano " di Poggio Mirteto (RI).
Nel 2014 ha contribuito alla creazione del Premio Quiliano Cinema, per il quale collabora tuttora.
Negli anni settanta ha anche avuto un forte impegno politico. Si è iscritto nel 1967 al gruppo cattolico Gioventù Studentesca, militando poi in Lotta Continua negli anni settanta (dove era conosciuto con il soprannome di "Steve"). Restò coinvolto (insieme ad altri militanti come Angelo Luparia, Alberto Bonvicini, il futuro collaboratore di "Blob" Peter Freeman e il futuro medico ed esponente radicale Silvio Viale) nell'indagine sull'attentato al bar Angelo Azzurro di via Po a Torino in cui, a seguito del lancio di una bomba Molotov, morì bruciato vivo il 1º ottobre 1977 il giovane studente Roberto Crescenzio, a soli 22 anni. Della Casa fu coinvolto a causa della testimonianza di Roberto Sandalo, espulso da Lotta Continua proprio da Della Casa e nel 1980 passò un anno in carcerazione preventiva.
Nel 1984 venne condannato per concorso morale in omicidio colposo aggravato a tre anni di reclusione, sulla base di un processo che suscitò discussioni perché fondato esclusivamente su testimonianze di persone non direttamente coinvolte nei fatti. Della Casa si è sempre proclamato innocente, pur prendendo successivamente le distanze da ogni forma di violenza politica. Nel 2006 ha ottenuto la riabilitazione dal Tribunale di Torino.
Tra il 1978 e i primi anni ottanta è stato tra i promotori del gruppo Lotta Continua per il Comunismo, che contava tra i suoi dirigenti anche Angelo Brambilla Pisoni ("Cespuglio") e Gabriele Polo. Nel 1986 conclude la propria militanza politica, dedicandosi interamente all'attività di critico e organizzatore cinematografico. Negli anni ottanta è stato tra i fondatori (insieme ad altri ex di Lotta Continua) dell'Associazione Culturale Hiroshima Mon Amour, ed ha collaborato come critico cinematografico al quotidiano La Stampa.
È da sempre conosciuto con il nome di Steve, omaggio alla grande passione di Della Casa per il cinema Peplum e all'attore Steve Reeves. Grande ed appassionato tifoso del Torino, cura una rubrica sul portale di riferimento della tifoseria granata Toro.it, per il quale lavorava come giornalista il figlio Valentino, in cui opera paralleli tra le sue grandi passioni, il cinema e appunto il Toro. Una volta l'anno, nell'ambito del Festival dedicato a Lavagnino presso Gavi (AL), premia il "Granata dell'anno" nell'ambito del "Granata Day".
Nel 2024 filma il soggetto, insieme a Luc Merenda, ed è presente nel ruolo di se stesso nel documentario Pretendo l'inferno, per la regia di Eugenio Ercolani.

## La critica cinematografica
Esperto di cinema popolare italiano, dopo aver curato la sezione "Spazio Italia" sin dalla sua fondazione, ha ricoperto la carica di direttore del Torino Film Festival, dal 1999 al 2002 e nel 2022. Dal 1994 conduce Hollywood Party, programma radiofonico di Radio 3 (programma spesso condotto con Francesco De Gregori, suo vecchio amico e grande appassionato di cinema), e dal 2004 al 2006 il contenitore notturno La 25a ora - Il cinema espanso su LA7. Dal 2008 è direttore artistico del Roma Fiction Fest, un festival interamente dedicato al mondo della televisione. Dal marzo 2014 è Direttore Artistico del BA Film Festival di Busto Arsizio. Il 17 aprile 2024 viene nominato Conservatore della Cineteca Nazionale presso il Centro Sperimentale di Cinematografia
Autore di numerosi saggi e volumi cinematografici, ha curato le retrospettive La commedia italiana al Festival internazionale del cinema di San Sebastian (1998) e Capitani coraggiosi. Produttori italiani 1945-1975 alla 60ª Mostra internazionale d'arte cinematografica di Venezia (2003). Collabora con il quotidiano La Stampa e con numerose riviste di cinema (FilmTv, Cineforum). Ha dedicato una biografia in tre volumi all'opera di Mario Monicelli. Dal 2006 presiede la Torino Film Commission che, dopo il suo arrivo, è diventata uno dei più importanti promotori e finanziatori del cinema italiano. Il 27 maggio 2013, a scadenza del secondo mandato, lascia la presidenza a Paolo Damilano.
Ha curato la regia di alcuni documentari tra i quali Anni luce (in concorso nel 2005 a Venezia), Uomini forti (selezionato al Festival di Roma nel 2007), Flaiano: il meglio è passato (fuori concorso alla Mostra di Venezia 2010) e I tarantiniani (fuori concorso al festival internazionale del film di Roma 2013. Il documentario Perché sono un genio! sulla vita di Lorenza Mazzetti, firmato insieme a Francesco Frisari, è selezionato nel 2016 alla Mostra di Venezia, in concorso nella sezione Venezia Classics. Il documentario Nessuno mi può giudicare sui musicarelli italiani, realizzato insieme a Chiara Ronchini e prodotto dall'Istituto Luce, è selezionato nella sezione Festa Mobile del Torino Film Festival 2016. Anche il successivo Bulli e pupe - storia sentimentale degli anni '50, realizzato ancora una volta con Chiara Ronchini e prodotto dall'Istituto Luce, è stato presentato nella sezione Festa Mobile al Torino Film Festival nel 2018. Nel 2019 Boia, maschere e segreti - l'horror italiano degli anni Sessanta, è stato selezionato alla Mostra del Cinema di Venezia nella sezione Venezia Classics. Nel 2021 il documentario Django&Django - Corbucci Unchained, diretto insieme a Luca Rea, è proiettato alla Mostra di Venezia in selezione ufficiale. Nel 2022 il documentario Jazz Set è proiettato alla Festa del cinema di Roma e al festival Extra Doc, dove vince il premio come migliore documentario. Nel 2023 il suo documentario "Un'altra Italia era possibile - Il cinema di Giuseppe de Santis" è in concorso alla Mostra del Cinema di Venezia nella sezione Venezia Classics.
Dal 4 marzo 2015 cura la serie Lezioni di cinema, 20 dvd sulla storia del cinema (nel cui primo e nono volume parla rispettivamente del cinema muto e della commedia all'italiana) in eiuseppe De Santisdicola con Repubblica e L'espresso. Sempre per la stessa edizione ha curato nel 2016 la collana Il cinema di Pier Paolo Pasolini. Il 31 gennaio 2014 ha vinto il Nastro d'argento, assegnato dal Sindacato Nazionale Giornalisti Cinematografici, per il miglior documentario sul cinema con I tarantiniani, firmato assieme a Maurizio Tedesco. Dal 2015 è autore televisivo per la serata dedicata ai David di Donatello.

## Filmografia
- Più o meno per Nespolo (+o-x Nespolo), regia di Luca Grivet Brancot (2009)
- L'industriale, regia di Giuliano Montaldo (2011)
- Benvenuto Presidente!, regia di Riccardo Milani (2013)
- Venanzio Revolt: I miei primi 80 anni di cinema, regia di Fabrizio Dividi, Marta Evangelisti e Vincenzo Greco (2016)
- Anni Luce (2005), regia di Steve Della Casa, Francesca Calvelli, Matteo Spinola
- Uomini forti, regia di Steve Della Casa (2006)
- Flaiano il meglio è Passato, regia di Steve Della Casa e Giancarlo Rolandi (2010)
- I tarantiniani, regia di Steve Della Casa e Maurizio Tedesco (2013)
- Lorenza Mazzetti - Perché sono un genio, regia di Steve Della Casa e Francesco Frisari (2016)
- Nessuno ci può giudicare, regia di Steve Della Casa e Chiara Ronchini (2016)
- Bulli e pupe, regia di Steve Della Casa e Chiara Ronchini (2018)
- Boia, maschere e segreti - l'horror italiano degli anni Sessanta, regia di Steve Della Casa (2019)
- Siamo in un film di Alberto Sordi?, regia di Steve Della Casa e Caterina Taricano (2020)
- "Zona Franca", regia di Steve Della Casa
- Django&Django - Corbucci Unchained, regia di Steve Della Casa e Luca Rea (2021)
- Come un gatto in tangenziale - Ritorno a Coccia di Morto, regia di Riccardo Milani (2022) - attore
- Jazz Set, regia di Steve Della Casa e Caterina Taricano (2022)
- Corro da te, regia di Riccardo Milani (2022) - attore
- "Un'altra Italia era possibile - Il cinema di Giuseppe De Santis (2023)
- "Profondo Argento" regia di Steve Della Casa e Giancarlo Rolandi (2023)
- "Il ritorno di Maciste" regia di Maurizio sciarra (2023)
- "La nostra Monumentr Valley", regia di Steve Della Casa e Alberto Crespi (2023)
- La ragazza delle gardenie, regia di Christian Olcese - cortometraggio (2024) - Attore[9]

## Opere
- Mario Monicelli, La Nuova Italia, 1986
- Mario Mattoli, La Nuova Italia, 1990
- Riccardo Freda, Bulzoni, 1999
- Dario Argento, il brivido della critica cinematografica, Testo&Immagine, 2000
- Officina torinese. Una passeggiata in cento anni di cinema, Lindau, 2000 (con Lorenzo Ventavoli)
- Turin, berceau du cinéma italien, Il Castoro, 2001
- Storia e storie del cinema popolare italiano, La Stampa, 2001
- Capitani coraggiosi. Produttori italiani 1945-1975, Electa, 2003
- La buca di Maspero in Scrittori in curva, Marotta e Cafiero, 2009
- Hollywood sul Tevere, Electa, 2010
- Il professor matusa e i suoi hippies, Cinema e musica in Italia, Bonanno 2011
- Pop Film Art. Visual culture, moda e design nel cinema italiano anni '60 e '70, Edizioni Sabinae, Roma (con Dario Edoardo Viganò), 2012
- Sbatti Bellocchio in sesta pagina con Paolo Manera, ed. Donzelli, 2012
- Il grande libro di Ercole. Il cinema mitologico in Italia (con Marco Giusti), Edizioni Sabinae - Centro Sperimentale di Cinematografia, 2013
- Spendor, ed. Laterza, 2014
- Dino Risi. Pensieri, parole, immagini, edizione italiano/inglese, Luce Cinecittà - Edizioni Sabinae - Centro Sperimentale di Cinematografia, 2016
- Acido Fenico, Graphic novel (con Giancarlo De Cataldo e Luca Saviotti), Einaudi Stile Libero, 2016
- L'Italia all'Oscar (con Vincenzo Mollica), Luce Cinecittà - Edizioni Sabinae, 2019
- Menamose, Sagoma editore, 2022
- Argento, due o tre cose che sappiamo di lui, Luce Cinecittà - Edizioni Sabinae, 2023